# Xiphydria longicollis
Xiphydria longicollis är en stekelart som först beskrevs av Geoffroy 1785.  Xiphydria longicollis ingår i släktet Xiphydria, och familjen halssteklar. Arten har ej påträffats i Sverige.